# ANIMA (ReoNaの曲)
「ANIMA」（アニマ）は、ReoNaの楽曲。4枚目のシングルとして2020年7月22日にSACRA MUSICから発売された。

## 概要
表題曲「ANIMA」はテレビアニメ『ソードアート・オンライン アリシゼーション War of Underworld』アリシゼーション・アウェイクニング編のOPテーマ、「Scar/let」は家庭用ゲーム『ソードアート・オンライン アリシゼーション リコリス』のOPテーマに起用された。
発売形態は、初回生産限定盤、通常盤、期間生産限定盤の3タイプでリリースされており、初回限定盤は表題曲のMVと撮りおろしフォトブックレット、期間限定盤には描き下ろしイラストを使用した三方背ケース&ミニポスターと、「ANIMA」と「Scar/let」のノンクレジットOP映像を収録したDVDが同梱されている。
また、3曲目のカップリングが形態によって異なり、初回限定盤と通常盤は「ミミック」、期間限定盤には「Scar/let」が収録されている。
当初は2020年5月20日発売予定だったが、TVアニメ『ソードアート・オンライン アリシゼーション War of Underworld』2ndクールの放送延期と、5月21日に発売予定だった家庭用ゲーム『ソードアート・オンライン アリシゼーション リコリス』の発売延期に伴い、発売日は2020年7月22日に延期となった。
2020年10月7日には定額制音楽配信サービスでの配信がスタート。また2024年5月15日には、アナログ盤（規格品番：VVJL-14）として発売された。

## チャート成績
CD
7月20日～26日集計の8月3日付 Billboard Japan Top Singles Salesとオリコン週間 シングルランキングでは初動1.6万枚を売り上げ、自身最高記録である4位を獲得した。
配信
2020年7月13日に先行配信が開始され、同日付のオリコンデイリー デジタルシングル（単曲）ランキングでは1.5万DLを記録。
その後、7月13日～19日集計の7月27日付 Billboard Japan Download Songsとオリコン週間 デジタルシングル（単曲）ランキングでは初動3.7万DLを売り上げ、米津玄師「感電」に次いで初登場2位を獲得した。
2020年8月には累計10万DLを突破し、日本レコード協会からダウンロード認定「ゴールド」を受けた。

### 認定と売上
|                                | 認定（RIAJ） | 売上/再生回数 |
| ------------------------------ | ------------ | ------------- |
| ダウンロード                   | ゴールド     | 160,000 DL    |
| ストリーミング                 | 未公表       | -             |
| *認定のみに基づく売上/再生回数 |              |               |

## 収録内容

### Special Edition
| #         | タイトル                | 作詞       | 作曲       | 編曲      | ストリングスアレンジ | 時間  |
| --------- | ----------------------- | ---------- | ---------- | --------- | -------------------- | ----- |
| 1.        | 「ANIMA」               | 毛蟹       | 毛蟹       | 毛蟹      | 宮野幸子             | 4:30  |
| 2.        | 「雨に唄えば」          | ハヤシケイ | 毛蟹       | 毛蟹      |                      | 4:29  |
| 3.        | 「ミミック」            | ハヤシケイ | ハヤシケイ | 黒須克彦  | 加藤賢二             | 5:53  |
| 4.        | 「Scar/let」            | ハヤシケイ | 毛蟹       | 荒幡亮平  |                      | 4:17  |
| 5.        | 「ANIMA」(TV ver.)      |            |            |           |                      | 1:29  |
| 6.        | 「ANIMA」(Instrumental) |            |            |           |                      | 4:26  |
| 合計時間: | 合計時間:               | 合計時間:  | 合計時間:  | 合計時間: | 合計時間:            | 25:04 |

### 初回生産限定盤・通常盤
| #         | タイトル                | 作詞  | 作曲・編曲 | 時間 |
| --------- | ----------------------- | ----- | ---------- | ---- |
| 1.        | 「ANIMA」               |       |            | 4:30 |
| 2.        | 「雨に唄えば」          |       |            | 4:29 |
| 3.        | 「ミミック」            |       |            | 5:53 |
| 4.        | 「ANIMA」(Instrumental) |       |            | 4:26 |
| 合計時間: | 合計時間:               | 19:18 |            |      |

| #  | タイトル               | 作詞 | 作曲・編曲 |
| -- | ---------------------- | ---- | ---------- |
| 1. | 「ANIMA」(Music Video) |      |            |

### 期間生産限定盤
| #         | タイトル           | 作詞  | 作曲・編曲 | 時間 |
| --------- | ------------------ | ----- | ---------- | ---- |
| 1.        | 「ANIMA」          |       |            | 4:30 |
| 2.        | 「雨に唄えば」     |       |            | 4:29 |
| 3.        | 「Scar/let」       |       |            | 4:17 |
| 4.        | 「ANIMA」(TV ver.) |       |            | 1:29 |
| 合計時間: | 合計時間:          | 14:45 |            |      |

| #  | タイトル                                                                                  | 作詞 | 作曲・編曲 |
| -- | ----------------------------------------------------------------------------------------- | ---- | ---------- |
| 1. | 「ANIMA」(ソードアート・オンライン アリシゼーション War of Underworld non-credit opening) |      |            |
| 2. | 「Scar/let」(ソードアート・オンライン アリシゼーション リコリス non-credit opening)       |      |            |

## 参加ミュージシャン
| 「ANIMA」 - Drums：比田井修 - Bass：二村学 - Guitar：堀崎翔 - Piano：柴﨑洋輔 - Strings：室屋ストリングス 「雨に唄えば」 - Guitar：堀崎翔 | 「ミミック」 - Drums：比田井修 - Bass：二村学 - Guitar：堀崎翔 - Piano：荒幡亮平 - Strings：城元絢花ストリングス 「Scar/let」 - Drums：比田井修 - Bass：二村学 - Guitar：堀崎翔 - Piano：荒幡亮平 |

## 配信限定シングル『Scar/let -English ver.-』
本作の収録曲「Scar/let」の英語バージョン「Scar/let -English ver.」が、2020年9月20日に配信限定シングルとして発売された。「Scar/let -English ver.」は『ソードアート・オンライン アリシゼーション リコリス』の隠しルートで流れるEDテーマとして使用されている。
ゲームプロデューサーの二見Pがリコリス主題歌を依頼時に、「Scar/let」という楽曲を"2回咲かせる構成にしたい"と、アーティストチーム・ReoNaに依頼。これにより、英語バージョンも制作された。

### 収録内容
| #         | タイトル                    | 作詞                        | 作曲      | 編曲      | 時間 |
| --------- | --------------------------- | --------------------------- | --------- | --------- | ---- |
| 1.        | 「Scar/let -English ver.-」 | ハヤシケイ 本山清治（訳詞） | 毛蟹      | 荒幡亮平  | 4:14 |
| 合計時間: | 合計時間:                   | 合計時間:                   | 合計時間: | 合計時間: | 4:14 |

## カバー
- 舎人仁花子（斉藤朱夏） - ゲーム『ワールドダイスター 夢のステラリウム』に収録（2023年8月9日追加[36]）。